# 11426 Molster
11426 Molster eller 2527 P-L är en asteroid i huvudbältet som upptäcktes den 24 september 1960 av den nederländsk-amerikanske astronomen Tom Gehrels och det nederländska astronomparet Ingrid van Houten-Groeneveld och Cornelis Johannes van Houten vid Palomarobservatoriet. Den är uppkallad efter Lucia Glen Molster.
Asteroiden har en diameter på ungefär 10 kilometer och den tillhör asteroidgruppen Theobalda.